# 우 누

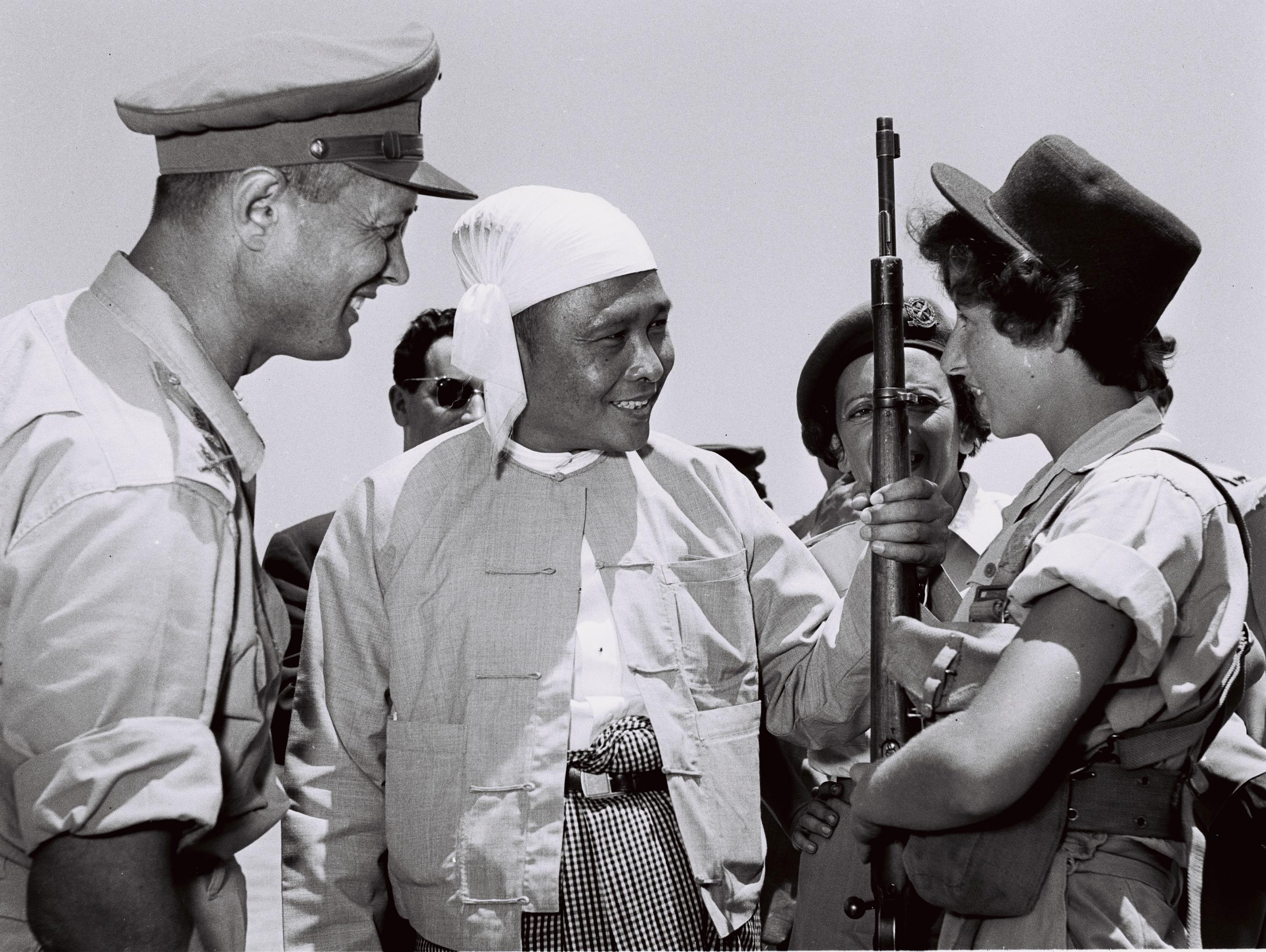
1955년에 이스라엘을 방문한 우 누와 모셰 다얀

우 누(버마어: ဦးနု ʔú nṵ, 1907년 5월 25일~1995년 2월 14일)는 미얀마의 독립운동가이자 정치인이다. 종교는 불교다. 버마 공화국의 초대 수상을 역임하였다.
1907년에 이라와디 구의 와케마에서 태어나 1929년에 랑군 대학을 졸업했다. 다음 해에 타킨당에 가입했고, 일본군의 버마 점령 후, 1943년에 바 모 정권하에서 외상·선전상으로 취임했다. 전후에는 반파시스트 인민자유동맹, 통칭(AFPFL)의 부총재이자 제헌의회 의장이 되었다.
1946년의 버마 독립에 관한 영국·버마 협정에 수석 대표로서 조인했다. 1947년 7월 19일에 아웅 산 AFPFL 총재의 암살 사건이 발생하자 후임을 계승하는 형태로 AFPFL 총재로 취임했다. 다음 해인 1948년 1월의 버마 독립과 함께, 초대 수상으로서 취임했다.
1947년 제정의 헌법의 규정에 근거해, 1948년 1월 4일~1956년 6월 12일, 1957년 2월 28일~1958년 10월 28일, 1960년 4월 4일~1962년 3월 2일에 걸쳐 버마의 수상직을 역임했다.

## 같이 보기
- 네 윈
- 아웅 산